# Дивайд-Крик (ручей)
Дивайд-Крик (англ. Divide Creek — «разделяющийся ручей») — короткий ручей недалеко от перевала Кикинг-Хорс на границе канадских провинций Британская Колумбия и Альберта (а также на границе между национальными парками Йохо и Банф).
Пройдя небольшое расстояние на Американском континентальном водоразделе, ручей разделяется на две ветви. Одна из них течёт на восток, в конечном итоге впадая в Гудзонов залив Атлантического океана через реку Боу, а вторая — на запад, впадая в Тихий океан через реку Кикинг-Хорс.